# Europa (Earth's Cry Heaven's Smile)
Europa (Earth's Cry Heaven's Smile) é uma canção instrumental de Carlos Santana, de 1976, e que foi lançada no álbum Amigos.
| “ | "Para mim, esta canção é o mais próximo que cheguei de ouvir a voz de Deus numa guitarra elétrica. É a perfeição espiritual melódica." | ” |

## Desempenho nas Paradas Musicais
| Data       | Ranking             | Posição | Ref.  |
| ---------- | ------------------- | ------- | ----- |
| 24/04/1976 | Dutch Charts        | 29      | [ 2 ] |
| 24/09/1976 | Schweizer Hitparade | # 6     | [ 3 ] |

## Covers
- O saxofonista Gato Barbieri gravou uma versão desta música no seu álbum Caliente!, de 1976.[4] Esta versão apareceu no epísódio "Definitely Miami" (de 1986) do seriado Miami Vice.[5]
- Em 2006, o também saxofonista Jimmy Sommers fez mais um cover desta canção no seu álbum Time Stands Still.[6][7]
- Em 2009, o guitarrista de jazz contemporâneo Nils lançou mais um cover desta canção no seu álbum Up Close & Personal.[8][9]